# Консольный насос

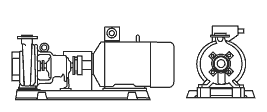

Консольные насосы — это вид центробежных насосов с односторонним или двусторонним подводом жидкости к рабочему колесу, расположенному на конце вала, удалённом от привода. Агрегаты комплектуются электродвигателем устанавливаемым, как правило, на единую платформу либо соединяемых фланцем.
Консольные насосы служат для перекачки воды, химически активных жидкостей, жидкостей включающих примеси и твёрдые включения.